# Ануры
Ануры — деревня в Шиковской волости Островского района Псковской области.
Расположена в 43 км к востоку от города Острова и в 6 км к северо-западу от волостного центра, деревни Шики.
Численность населения деревни по состоянию на 2000 год составляла 15 человек.